# الحياة كفاح (فلم 1945)
الحياة كفاح فيلم مصري من إنتاج عام 1945، بطولة أنور وجدي وزكي رستم وعقيلة راتب وإخراج جمال مدكور.

## فريق العمل
- أنور وجدي
- زكي رستم
- عقيلة راتب
- علوية جميل
- سليمان نجيب
- فردوس محمد

## روابط خارجية
- مقالات تستعمل روابط فنية بلا صلة مع ويكي بيانات